# Слендзинский, Александр
Алекса́ндр ́Юзеф Слендзи́нский (род. 1803, Вильно — 1878, Вильно) — польский, литовский и российский живописец, отец художника Викентия Слендзинского, дед художника Людомира Слендзинского.

## Биография
Был одним из девяти детей в семье купца-лавочника и виленского бургомистра Мартина Слендзинского и его жены Катерины (урождённая Войтехович). Детство провёл в отцовском доме в Вильно, который находился по адресу ул. Большая, 203 (сейчас Улица Диджёйи, 15).
В 1819—1831 годах учился живописи, графике, резьбе, зодчеству и истории в Виленском университете. Резьбой занимался у профессора Казимира Ельского, ученика знаменитого польского скульптора Андре Лебрена. Преподавателем рисунка был Ян Рустем. Историю преподавал Юзеф Крашевский, с которым потом Александр дружил.
Известно, что в 1842 Александр Слендзинский жил и выполнял заказы в имении Красный двор в Ковенском уезде. Имение принадлежало Бенедикту Тышкевичу, который был меценатом и покровителем художников. В Красном дворе Александр познакомился с виленским пейзажистом и сценографом Альбертом Жаметом. С 1848 года Александр исполнял обязанности домашнего учителя рисования Тышкевичей. Для построенного в Раудондварисе костёла Святой Терезы сделал росписи креста и некоторых алтарей.
В годы жизни в Вильнюсе (1840—1848) дружил со Станиславом Монюшко и давал уроки рисования его дочери Елизавете. Монюшко, в свою очередь, также давал уроки фортепиано сыну Александра Викентию. К Слендзинским был вхож в дом поэт Владислав Сырокомля, в их салоне проводились музыкально-поэтические вечера.
С конца 1840-х годов, вместе со своей женой Каролиной из Карговдов (1812 — 23.09.1883) жил в деревнях Борцяны (Александровская волость) и Боярышки (Ионавская волость) под Ковно. В семье было шестеро детей — три дочери и три сына:
- Станислав (инженер связи)
- Виктория Фелиция (род. 30.08.1835 в Ионаве)
- Викентий Леопольд (род. 02.01.1837 в Скрябино, художник)
- Екатерина Изабелла (род. 05.11.1841 в Борцянах)
- Иоганна Людгарда (род. 4.04.1844 в Борцянах)
- Александр Иона (род. 1842, ботаник, сотрудник Ягеллонского университета)

Александр умер в 1878 году в Вильно, похоронен на Бернардинском кладбище в семейном склепе, который он основал в 1833 для своих родителей.

## Творчество
Сохранилась его живопись религиозного характера (Мадонна с младенцем в костёле Святой Терезы в Вильнюсе, Святая Сесилия в Доминиканской соборе в Вильнюсе). Портретная живопись, на котором специализировался Александр, была стилистически близка к манере Яна Рустема, характеризовалась большим визуальным сходством с портретируемыми. Также рисовал сцены исторического жанра, опираясь на январское восстание. Произведения бытового жанра были часто с аллегорическим содержанием, подобно манере Д. Тенирса. В сценах из жизни бедноты и нищих практиковал натуралистичную форму, утрируя уродливые приметы.